# Église Sainte-Marie de Longeville-sur-la-Laines
L'église Sainte-Marie est une église catholique située sur la commune de Longeville-sur-la-Laines, dans le département de la Haute-Marne, en France.

## Historique
L'édifice est inscrit au titre des monuments historiques en 1992.